# 江北駅 (東京都)

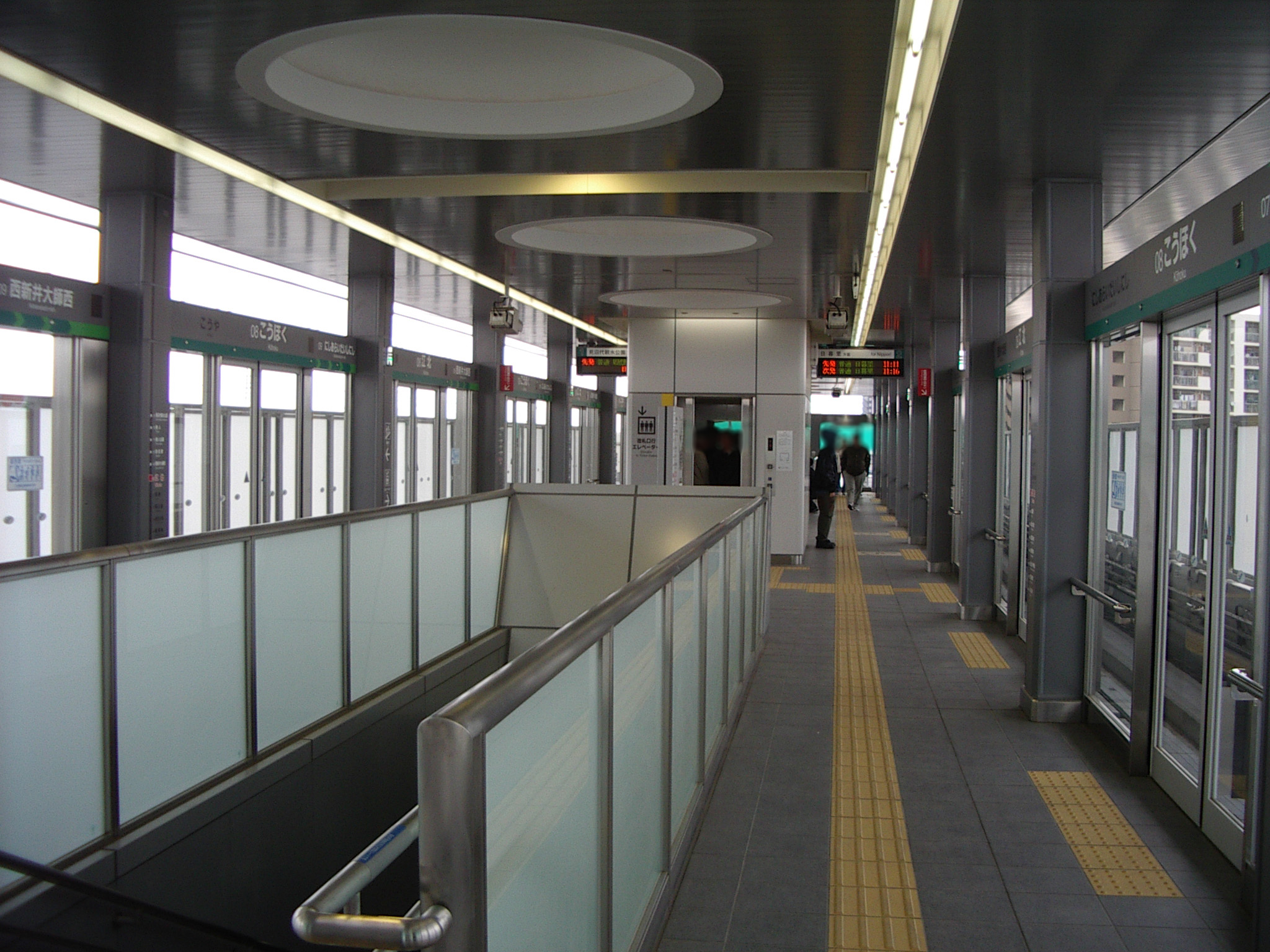
ホーム（2008年3月30日）

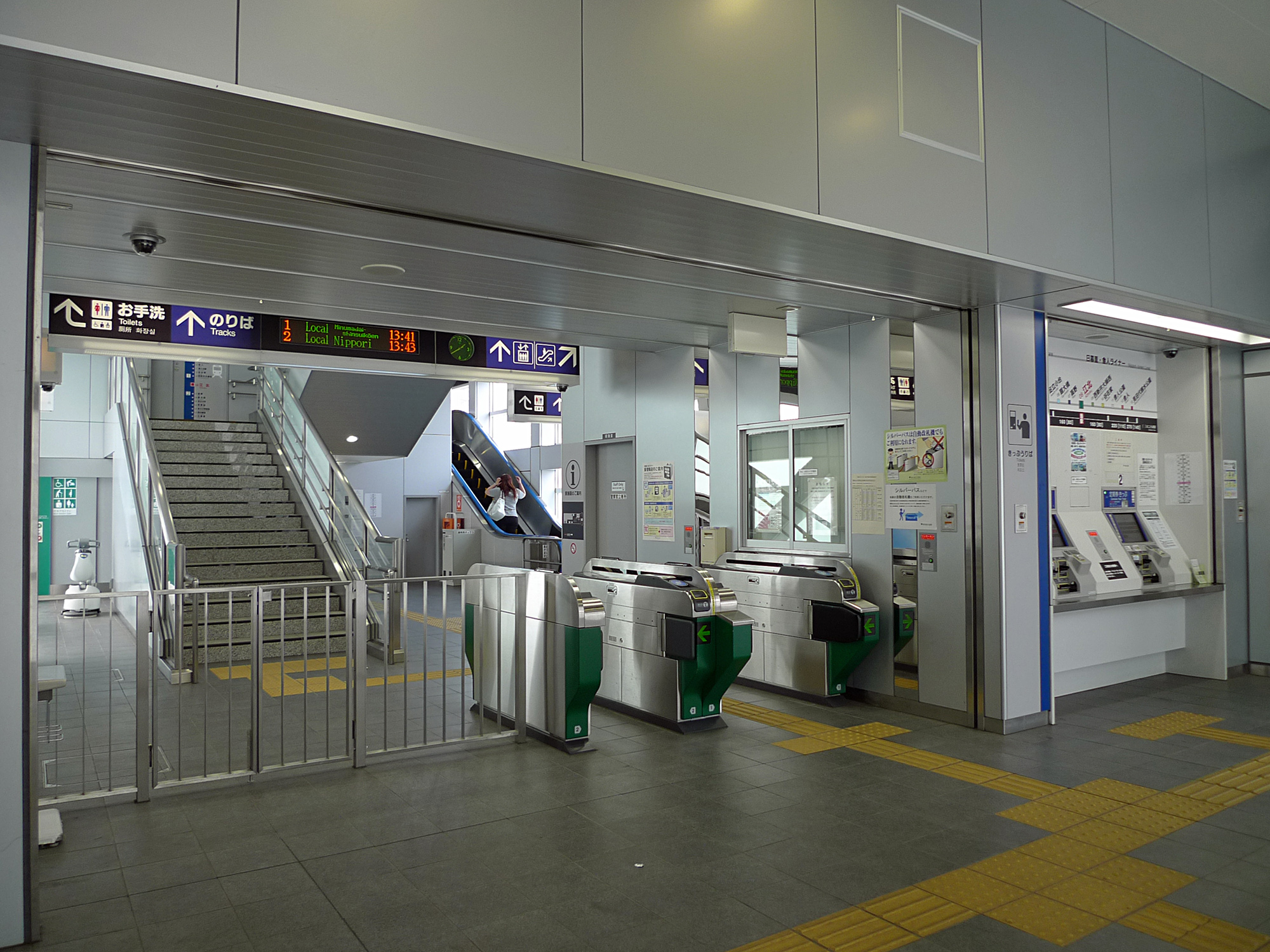
改札口（2009年6月14日）

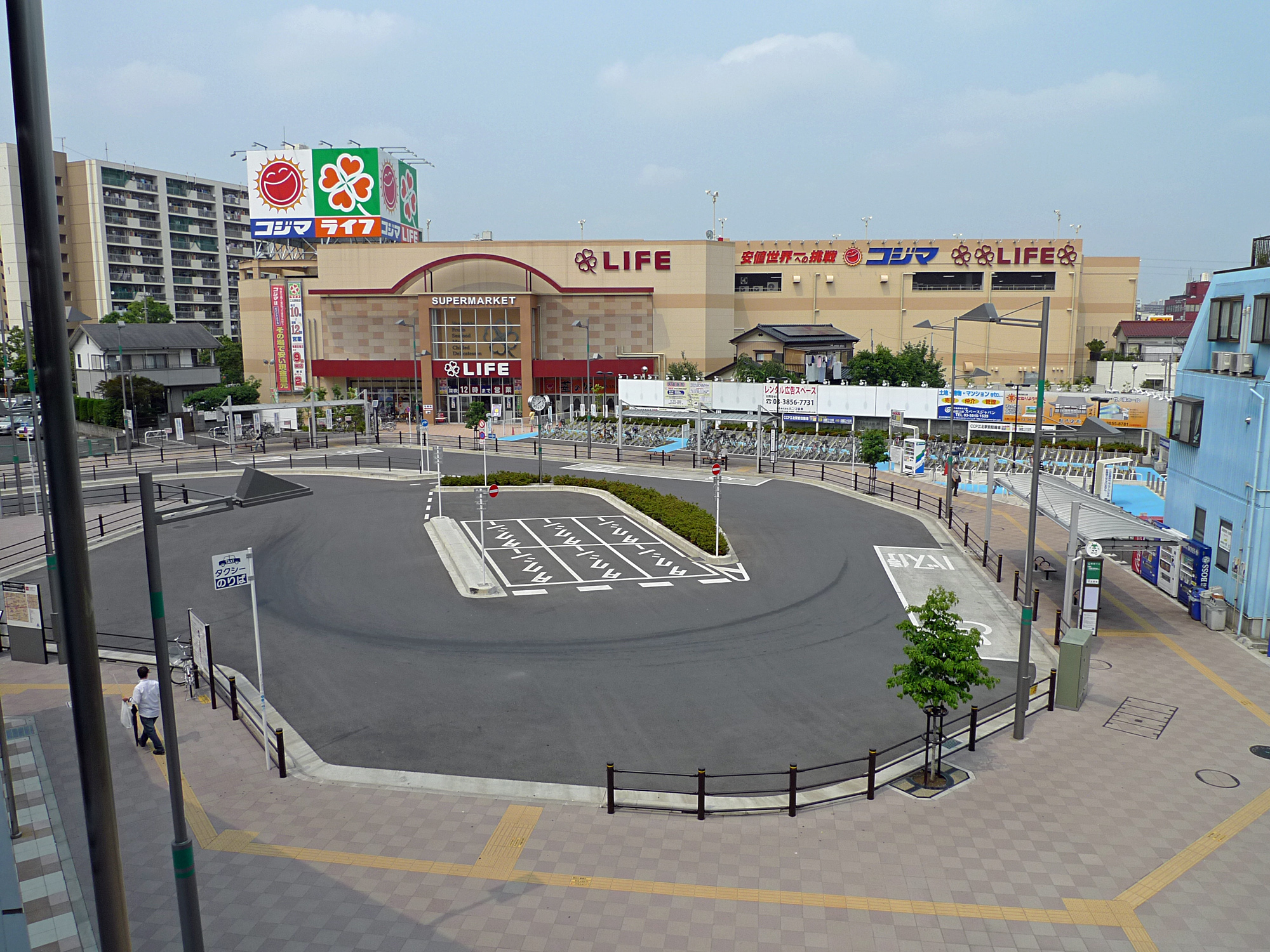
駅前広場

江北駅（こうほくえき）は、東京都足立区江北四丁目にある、東京都交通局日暮里・舎人ライナーの駅である。駅番号はNT 08。「東京女子医大足立医療センター」の副名称が設定されている。

## 歴史
- 2008年（平成20年）3月30日：開業[2][3]。
- 2022年（令和4年）1月5日：副名称「東京女子医大足立医療センター」が設定される[5]。

## 駅構造
島式ホーム1面2線を有する高架駅である。

### のりば
| 番線 | 路線                 | 行先               |
| ---- | -------------------- | ------------------ |
| 1    | 日暮里・舎人ライナー | 見沼代親水公園方面 |
| 2    | 日暮里・舎人ライナー | 日暮里方面         |

## 利用状況
2023年（令和5年）度の1日平均乗降人員は12,626人（乗車人員：6,348人、降車人員：6,278人）である。
開業以来の1日平均乗降・乗車人員の推移は下表の通りである。
| 年度               | 1日平均 乗降人員 | 1日平均 乗車人員 | 出典     |
| ------------------ | ---------------- | ---------------- | -------- |
| 2007年（平成19年） |                  | 4,334            | [ * 1 ]  |
| 2008年（平成20年） | 5,769            | 2,928            | [ * 2 ]  |
| 2009年（平成21年） | 6,763            | 3,417            | [ * 3 ]  |
| 2010年（平成22年） | 7,114            | 3,583            | [ * 4 ]  |
| 2011年（平成23年） | 7,232            | 3,630            | [ * 5 ]  |
| 2012年（平成24年） | 7,356            | 3,698            | [ * 6 ]  |
| 2013年（平成25年） | 7,853            | 3,948            | [ * 7 ]  |
| 2014年（平成26年） | 8,417            | 4,231            | [ * 8 ]  |
| 2015年（平成27年） | 9,016            | 4,533            | [ * 9 ]  |
| 2016年（平成28年） | 9,512            | 4,781            | [ * 10 ] |
| 2017年（平成29年） | 10,177           | 5,118            | [ * 11 ] |
| 2018年（平成30年） | 10,503           | 5,284            | [ * 12 ] |
| 2019年（令和元年） | 10,912           | 5,490            | [ * 13 ] |
| 2020年（令和02年） | 9,498            | 4,784            |          |
| 2021年（令和03年） | 10,368           | 5,226            |          |
| 2022年（令和04年） | 12,107           | 6,099            |          |
| 2023年（令和05年） | 12,626           | 6,348            |          |

備考
1. ↑  2008年3月30日開業。開業日から同年3月31日までの計2日間を集計したデータ[11]。

## 駅周辺
駅北東側に交通広場が整備されており、一部の路線バスの乗り入れがある。
- 城北信用金庫 西新井本町支店
- 朝日信用金庫 江北支店
- 江北四郵便局
- 東京女子医科大学附属足立医療センター
- ライフ 江北駅前店
- コジマ×ビックカメラ 江北駅前店
- コーナンドイト西新井店
- 大石記念病院
- 胡録神社
- 東京都立足立西高等学校
- 足立区立興本扇学園

## バス路線
江北駅前・江北駅
都営バスは「江北駅前」、それ以外は「江北駅」である。1 - 3番は交通広場内、4番は尾久橋通り北行に設置されている。
- 1番乗り場
  - 都営バス
    - 東43 - 駒込病院前行
    - 王49 - 王子駅前行 ※平日のみ運行
- 2番乗り場
  - 都営バス
    - 里48 - 日暮里駅前行 ※平日のみ運行
- 3番乗り場
  - 東武バスセントラル
    - 北05 - 北千住駅行
- 4番乗り場
  - 都営バス
    - 里48 - 見沼代親水公園駅前行・江北六丁目団地前行 ※平日のみ運行

  - 東武バスセントラル
    - 北05 - 東京女子医大足立医療センター行[12]

江北四丁目
- 江北バス通り西新井方面
  - 都営バス
    - 王40甲 - 西新井駅前行
    - 東43 - 江北駅前行
- 江北バス通り江北橋方面
  - 都営バス
    - 王40甲 - 池袋駅東口行・豊島五丁目団地行
    - 王40出入 - 北車庫前行 ※夜間のみ
    - 東43 - 駒込病院前行
- 尾久橋通り北行
  - 東武バスセントラル
    - 北05 - 東京女子医大足立医療センター行[12]
- 尾久橋通り南行
  - 都営バス
    - 里48 - 日暮里駅前行 ※平日のみ運行

  - 東武バスセントラル
    - 北05 - 北千住駅行

## 隣の駅
東京都交通局
 日暮里・舎人ライナー
高野駅 (NT 07) - 江北駅 (NT 08) - 西新井大師西駅 (NT 09)

### 「こうほく」と読む他の駅
- 港北駅 - 名古屋臨海高速鉄道あおなみ線の駅
- 江北駅 (佐賀県) - JR九州長崎本線・佐世保線の駅